# آرامگاه امامزاده رضا
بقعه امامزاده رضا مربوط به دوره صفوی است و در شهرستان نور، بخش چمستان، روستای کچل ده واقع شده و این اثر در تاریخ ۱۷ اسفند ۱۳۸۱ با شمارهٔ ثبت ۷۸۴۹ به‌عنوان یکی از آثار ملی ایران به ثبت رسیده است.